# Podcetin
Podcetin is een plaats in de gemeente Cetingrad in de Kroatische provincie Karlovac. De plaats telt 69 inwoners (2001).